# Garmsir
|  | No s'ha de confondre amb Gurmsir. |

Garmsir és una població de l'Afganistan, capital del districte de Garmsir a la província de Helmand, a la riba oriental del riu Helmand a 714 metres sobre el nivell de la mar.
La regio (que apareix esmentada com Garmsir, Gurmsir, Gharmsir, Ghurmsir, Ghermsir i altres variacions), fou teatre de l'activitat de Tamerlà quan era un guerrer errant. Si Tamerlà i Amir Husayn aconseguien ocupar Kandahar, es podrien convertir en governants de Zabulistan, de Sind i de Multan; el grup va aprovar anar a la zona i Tamerlà va equipar els soldats el millor que va poder amb els materials dels que disposava al seu magatzem portàtil; va sortir al front i van arribar al riu Hirmen o Hermun (Helmand), on va fer construir a cada persona una cabana. Timur era disposat a prendre possessió del Gurmsir i Kandahar i erigir un regne. Va enviar un missatge a Mir Mehedi, el kelantar (batlle o superior) de Gurmsir, que se li va sotmetre i així Timur va esdevenir governant (hakim) de Gurmsir. Hi va acudir també Amir Husayn, que s'havia separat temporalment i a qui va lliurar la meitat dels ingressos de Gurmsir. S'hi van quedar un temps i van rebre aviat un ambaixador del wali de Sistan que enviava valuosos regals.
Timur esperava la oportunitat per arrabassar Kandahar a la dinastia kart o ghuri de Herat, però finalment va acabar com a mercenari al servei del wali de Sistan contra els rebels del país; en les lluites Tamerlà va resultar ferit i va quedar coix. Va decidir retirar-se a Gurmsir i guarir les ferides mentre Husayn anava a conquerir Bakelan. Per anar a lluitar contra els jats o mogols, Tamerlà va abandonar Garmsir acompanyat per Timur Khoja Aghlan, que era el comandant de les seves tropes. Mir Mehedy, el batlle, va preparar residències pels que s'havien de quedar al Garmsir i provisions per a tots. Disposava de quranta soldats que eren tots de bones famílies i no hi havia cap innoble entre ells el que era indicatiu de un cert suport entre les famílies més nobles de Transoxiana. Després de la victòria contra els jats, Tamerlà va fer portar la seva dona Aljai Terkan Agha, que s'estava amb algunes forces a Gurmsir, al Sistan, fins a Samarcanda.
Jahan Shah fou enviat a Ghur i a Garmsir contra alguns rebels que encara tenien activitat (novembre de 1405). La primavera del 1406 Jahan Xah va derrotar el rebel Mudud i el va obligar a fugir cap un altre província. Va ocupar la fortalesa de Derferschai i hi va deixar dos kutwals: els amirs Sigal Ghermsirí i Huixam al-Din Ghurí. Poc temps després. el maig de 1406, Mudud va tornar al Garmsir i va començar a devastar la zona i Xah Rukh. Va enviar els amirs Ak Bugha i Tagai Merken. El 1407 el kixlak o quarter de hivern fou establert a Garmsir. Xah Rukh va enviar l'amir Midrab Bahadur per a encarregar-se de la construcció. Després de la victòria sobre Xaikh Nur al-Din (1410), alguns caps destacats del Garmsir i Kandahar van felicitar Xah Rukh. El 1410 Pir Muhammad ibn Kutlu, germà de l'amir Tuman Kandahari (Tuman Nikudari) i fill de Kutlu Nikudari, conegut habitualment com a «Perek», es va revoltar contra Mawdud, governant de Garmsir i Kandahar, i el va expulsar del territori. Mawdud i Perek es van dirigir a la cort imperial reclamant un contra l'altra; després d'una investigació, els problemes foren atribuïts a Mawdud i Xah Rukh va conferir el govern a Perek. Mawdud no fou castigat però se li va ordenar restar a la cort per temps indefinit. El 1412, quan Xah Rukh anava de camí cap a Mashad, Mawdud Ghermsirí que seguia retingut a Herat, i s'havia cansat d'una estada tant llarga sense perspectives, va aprofitar i va anar cap a Garmsir. Pel camí va trobar Tersin amb uns caçadors balutxis manats per Timur Ali que van sospitar que fugia; Mawdud els va atacar i en va ferir alguns però el fill de Timur Ali li va disparar una sageta i el va matar. El cap fou enviat a Xah Rukh. El príncep Baykara, després de la seva derrota (1415), fou enviar a Kandahar i Garmsir com a convidat de Qaydu ibn Pir Muhammad A Garmsir es va rebel·lar el príncep Baykara, sense succés, el 1416, va ser perdonat per Xah Rukh. Baykara fou l'avi de Husayn Baykara, el darrer sobirà timúrida efectiu a Herat.
Els ocupants americans i britànics van operar a aquesta zona l'estiu del 2008; els americans hi lluitaven el 2009.